# 塚本虎二
塚本 虎二（つかもと とらじ、1885年8月2日 - 1973年9月9日）は、キリスト教無教会主義の伝道者、新約聖書研究家。

## 経歴

### 生い立ち
1885年（明治18年）8月2日、弁護士・炭鉱経営者であった塚本兎三郎の八人兄弟の二男として、福岡県朝倉郡久喜宮村（現在の朝倉市）に生まれる。家は代々庄屋を務めた旧家で仏教を信仰していた。1904年福岡県立中学修猷館を卒業。中学時代にキリスト教の集会に出席したが、井上哲次郎や中江兆民の国粋思想を武器にしてキリスト教に反対する気持ちを抱いていたと思いでの中で述べている。
1904年第一高等学校に入学し、ドイツ語の岩本禎教授のヒルティ講読に感銘を受け、キリスト教に対する考えが変わった。1907年第一高等学校独法科を卒業。東京帝国大学に進学し、内村鑑三の『聖書之研究』を読んで強い影響を受けた。在学中の1909年に内村鑑三の柏木聖書研究会に入門している。三年生、22歳の時にキリスト教徒になることを決意した。しかし教会に縁故がなかったため、聖公会の監督A・B・ハッチンソンに授洗を依頼したが、ハッチンソンがイギリスに帰国したため果たせなかった（塚本虎二著『私の無教会主義』p32）。後に礼典否定を主張した塚本だが、洗礼を受けようとしたこと、またその後10年間は受洗のことが頭から離れなかったと言うほど、この時は礼典を重要視していた。1911年7月、東京帝国大学法科大学法律学科（独法）を卒業。

### 青年期
1911年7月農商務省に入省。同年11月高等文官試験行政科に合格し、参事官・山林局書記官まで昇進するも、1919年5月退官して聖書研究に専念する。ドイツ留学の準備がととのった矢先、1923年9月関東大震災により妻・園子（英語学者齋藤秀三郎の二女、指揮者齋藤秀雄の実姉）を亡くし、「神は愛なり」の啓示を受け、ドイツ留学を中止し、同年11月からキリスト教伝道活動を開始。1924年3月から内村の助手として伝道し、内村の元へ通ったが、礼典の問題で意見の相違をみた。塚本の立場は、無教会主義者の「信仰のみ」「福音のみ」から更に進み、洗礼や聖餐式なども排除して無儀式のキリスト教にしようというものだった。

### 無教会主義者として
内村の無教会主義を徹底し、1929年内村から独立。「東京聖書知識普及会」を主宰。1930年6月、月刊雑誌『聖書知識』（-1963年）を創刊し、同年には「東京聖書研究会」（後に「丸の内無教会基督教講演会」と改称）を開始する。1931年から新約聖書の口語訳に着手し、1944年に完成している。塚本は聖書の「ひとりも滅びることがなく」（ペテロ第二の手紙3章9節）の言葉に重点を置いて、一部救済説を否定し万民救済説を志向した。1973年に死去した。墓所は多磨霊園。

## 著書
- 『主の祈の研究』（向山堂書房） 1929
- 『イエスの国語』（向山堂書房） 1931
- 『基督教十講』（一粒社） 1931
- 『イエス伝対観表』（聖書知識社） 1932
- 『結婚と信仰』（独立堂書房） 1933
- 『現代日本と基督教 ラヂオ講演』（向山堂書房） 1933
- 『信仰入門 使徒信経講義』（向山堂書房） 1934
- 『友に語る』（聖書知識社） 1934
- 『新生のおとづれ』（編、聖書知識社） 1935
- 『愛国者の看板をおろす』（聖書知識社） 1935
- 『聖書の要約』（向山堂書房） 1935
- 『死に勝つ』（向山堂） 1936
- 『宗教と人生』（聖書知識社） 1940
- 『聖書の讀み方』（聖書知識社） 1948
- 『放蕩息子とその父』（聖書知識社） 1949
- 『福音書異同一覧 前三福音書共観』（羽田書店） 1951
- 『友よこれにて勝て』（伊藤節書房） 1954
- 『年わかき友に』（三一書店） 1955
- 『ヘブル書講義』（聖書知識社） 1957
- 『内村鑑三先生と私』（伊藤節書房） 1961
- 『私の無教会主義』（伊藤節書房） 1962
- 『絶対との出会い 『イエス伝研究』からの一二篇』（聖書知識社） 1977
- 『塚本虎二著作集』全10巻（聖書知識社） 1978 - 1979
- 『塚本虎二著作集 続』全8巻（聖書知識社） 1984 - 1986

## 翻訳
- 『旧約聖書略註』（日英堂書店） 1938
- 『希話逐語対訳マタイ伝』（鶴田雅二, 長本三千蔵共訳、新約知識社） 1944
- 『福音書 新約聖書』（聖書知識社） 1962、のち岩波文庫、のちワイド版 1991
- 『使徒のはたらき 新約聖書』（岩波文庫） 1977
- 『新約聖書』（塚本虎二訳、新約聖書刊行会編、新教出版社） 2011

## 記念論集
- 『聖書とその周辺 塚本虎二先生信仰五十年記念論文集』（関根正雄, 前田護郎, 齋藤茂編、伊藤節書房） 1959